# Dimapur
Dimapur (en hindi: दीमापुर जिला ) es una localidad de la India, en el distrito de Dimapur, estado de Nagaland.

## Geografía
Se encuentra a una altitud de 152 m s. n. m. a 74 km de la capital estatal, Kohima, en la zona horaria UTC +5:30.

## Historia
En el siglo XIII a. C., la ciudad fue la capital de la tribu Kachari. En 1918, la antigua provincia de Assam del Raj británico otorgó el arrendamiento de la ciudad por un período de 30 años al distrito de Naga Hills (ahora Nagaland) para la construcción de líneas ferroviarias. En 1963, la ciudad fue arrendada por un período de 99 años por el estado de Nagaland.  Según el censo indio de 2011, contaba con 378,811 personas.